# Västra Trädgårdsgatan

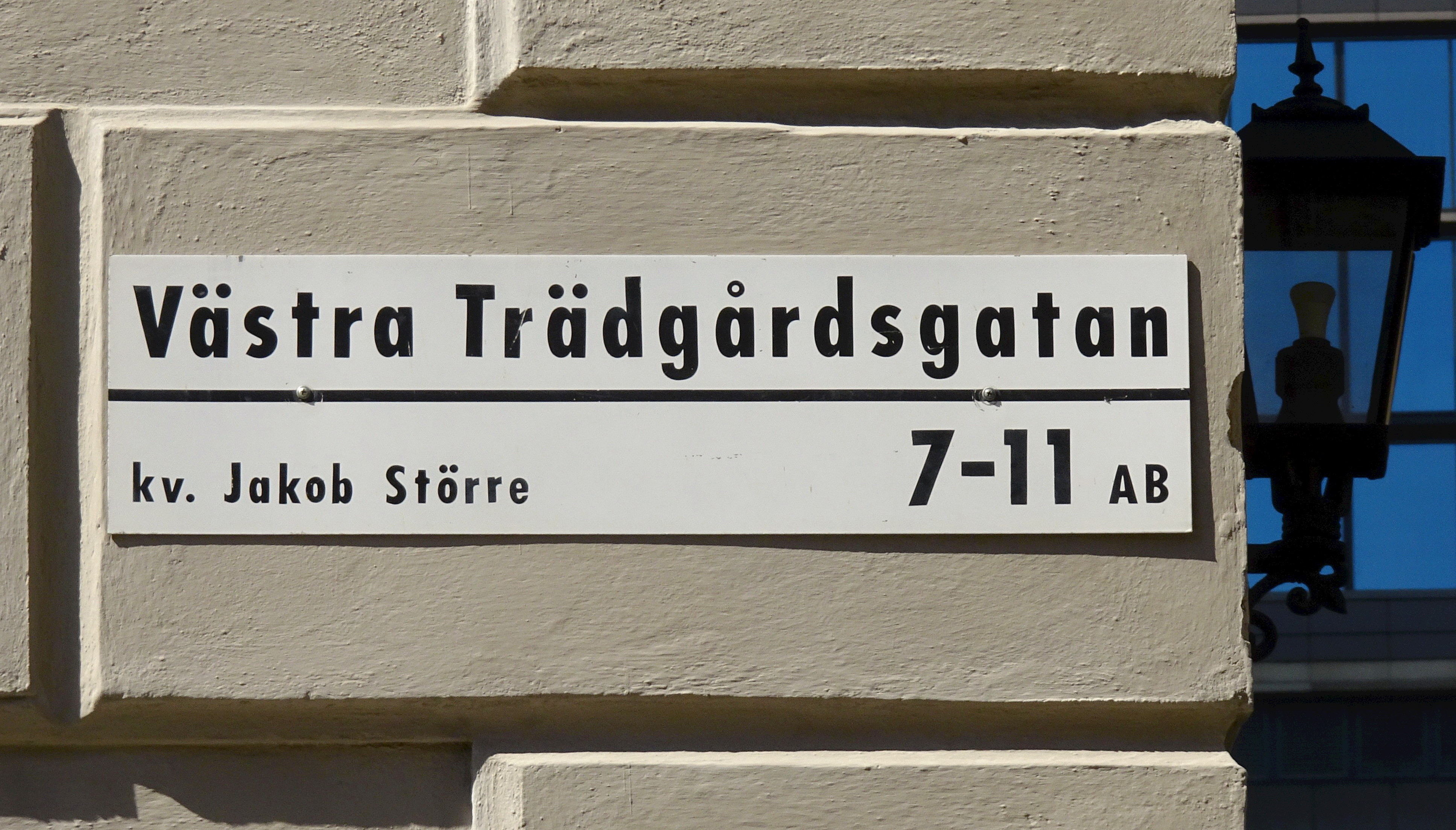
Västra Trädgårdsgatan gatuskylt.

Västra Trädgårdsgatan är en gata i stadsdelen Norrmalm i centrala Stockholm. Gatan sträcker sig parallellt på västra sidan om Kungsträdgården från Jakobsgatan i söder till Hamngatan i norr.

## Historik
Västra Trädgårdsgatan fick sitt namn efter Kungsträdgården och kallades på 1600-talet Trädgårdgazun medan den östliga motparten hette Östra trädgårdzgaathen (idag Kungsträdgårdsgatan).  År 1736 omtalas den som Stora Trädgårds gatan.
Genom Norrmalmsregleringen på 1960- och 1970-talen förändrades Västra Trädgårdsgatans norra del kraftigt, bland annat revs Ateljébyggnaden och den anrika Blancheteatern när Hamngatan breddades, där finns idag Sverigehuset. Vid nr. 9 finns Handelskammarhuset vid Trädgårdsgatan i ett 1600-talspalats, tidigare det Tammska huset,. Huset rymde lokaler för Stockholms handelskammare under åren 1927-2012. Därpå följde 
Banérska palatset på nr. 11. På Västra Trädgårdsgatan nr. 13 finns De Geerska palatset, sedan 1941 residens för Finlands ambassad i Stockholm.
Vid nr. 15 ligger Tändstickspalatset, en gång Tändsticksbolagets huvudkontor, uppförd mellan 1926 och 1928 efter arkitekt Ivar Tengboms ritningar. På fastigheten Kungliga Trädgården 3 vid Västra Trädgårdsgatan 4 har sedan 1940-talet Riksdagens ombudsmän - JO sina lokaler, och på nr. 6 huserar Nya Sällskapet. I hörnet mot Lantmäteribacken ligger Lantmäteristyrelsens hus. 1689 flyttade Lantmäterikontoret in i byggnaden och stannade där ända fram till 1975.

## Bilder

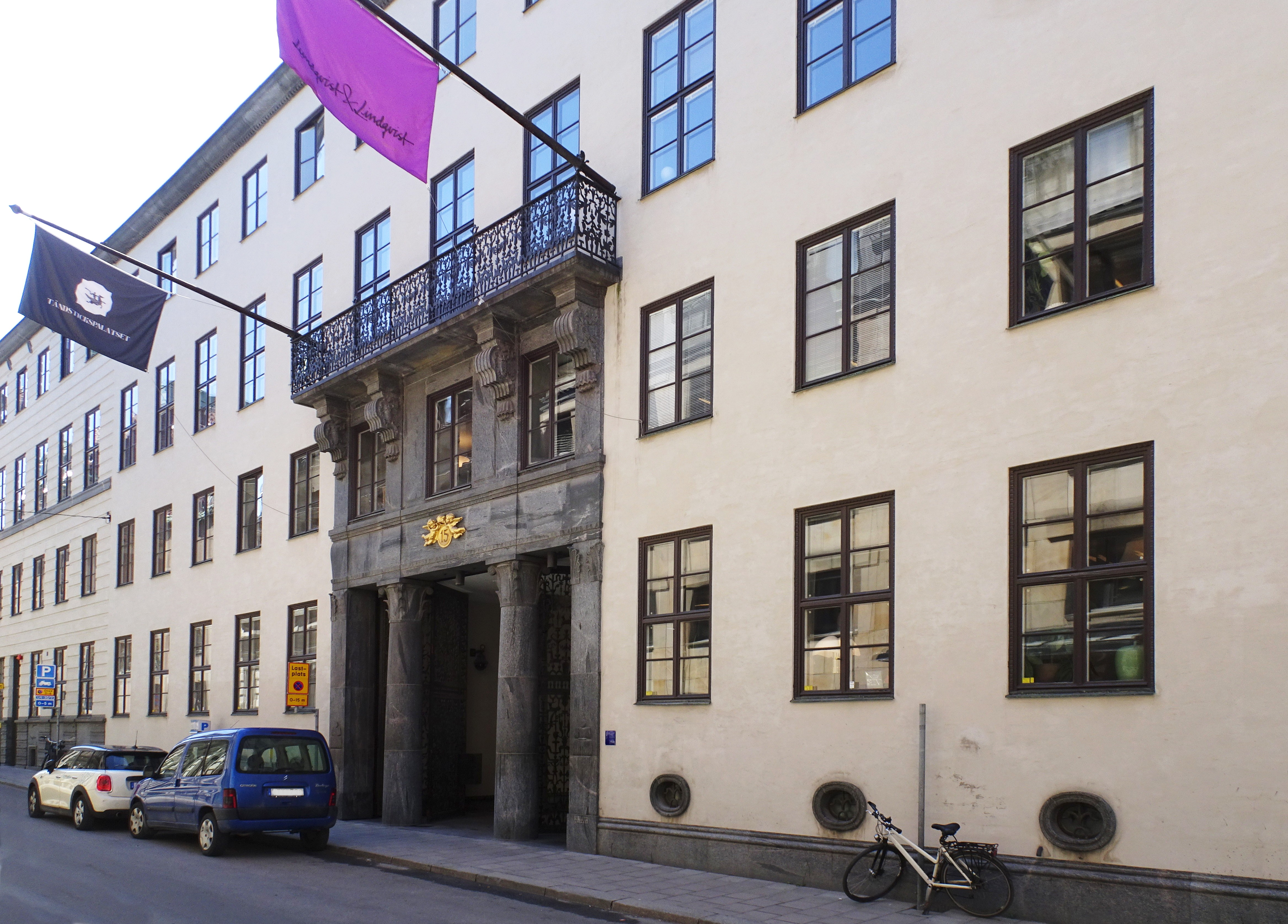
Tändstickspalatset, Västra Trädgårdsgatan 15.
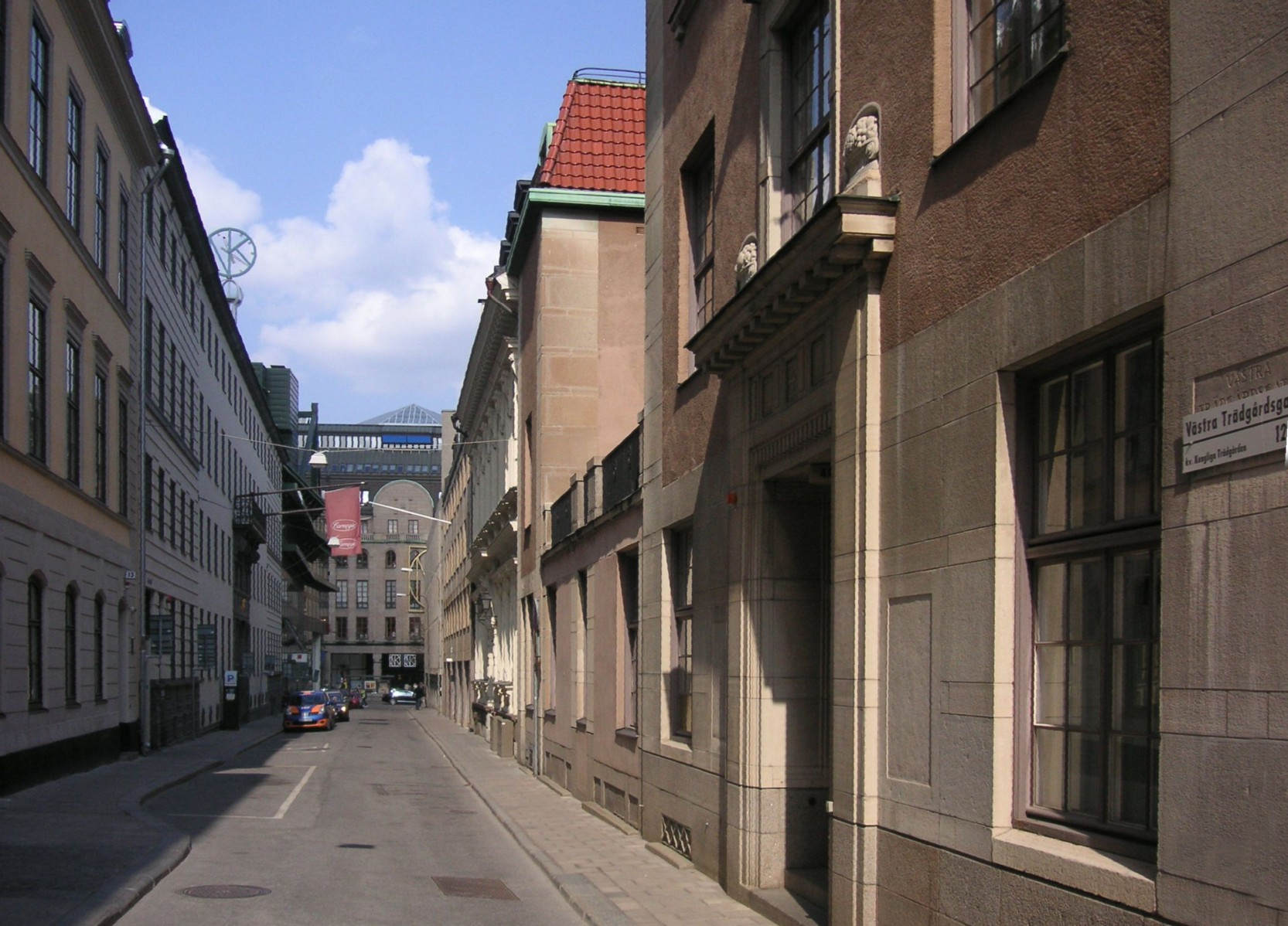
Vy mot norr, rakt fram syns varuhuset NK, till höger fasaden för Kungliga Trädgården 3 och till vänster för Tändstickspalatset.
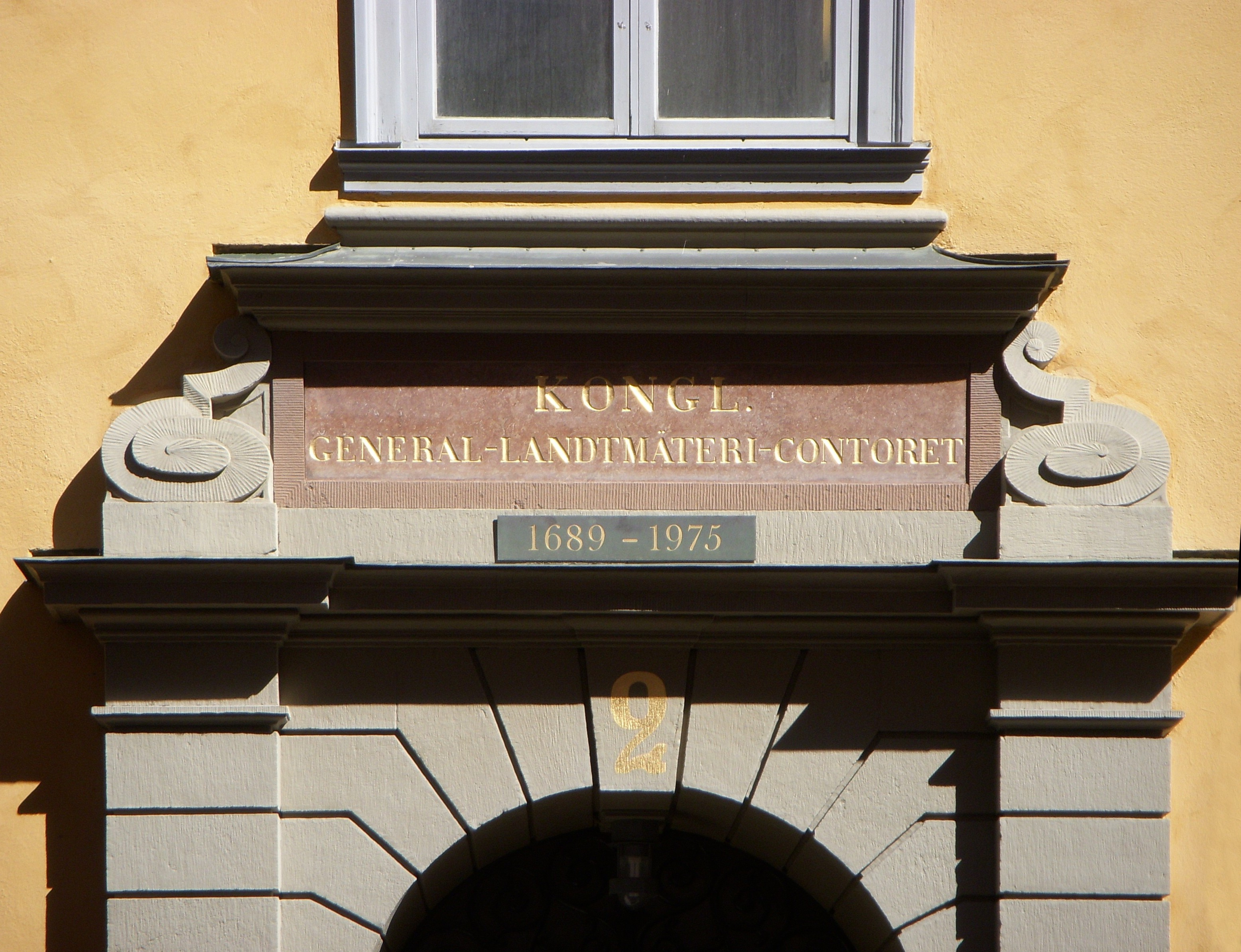
Västra Trädgårdsgatan 2 (Lantmäteristyrelsens hus).
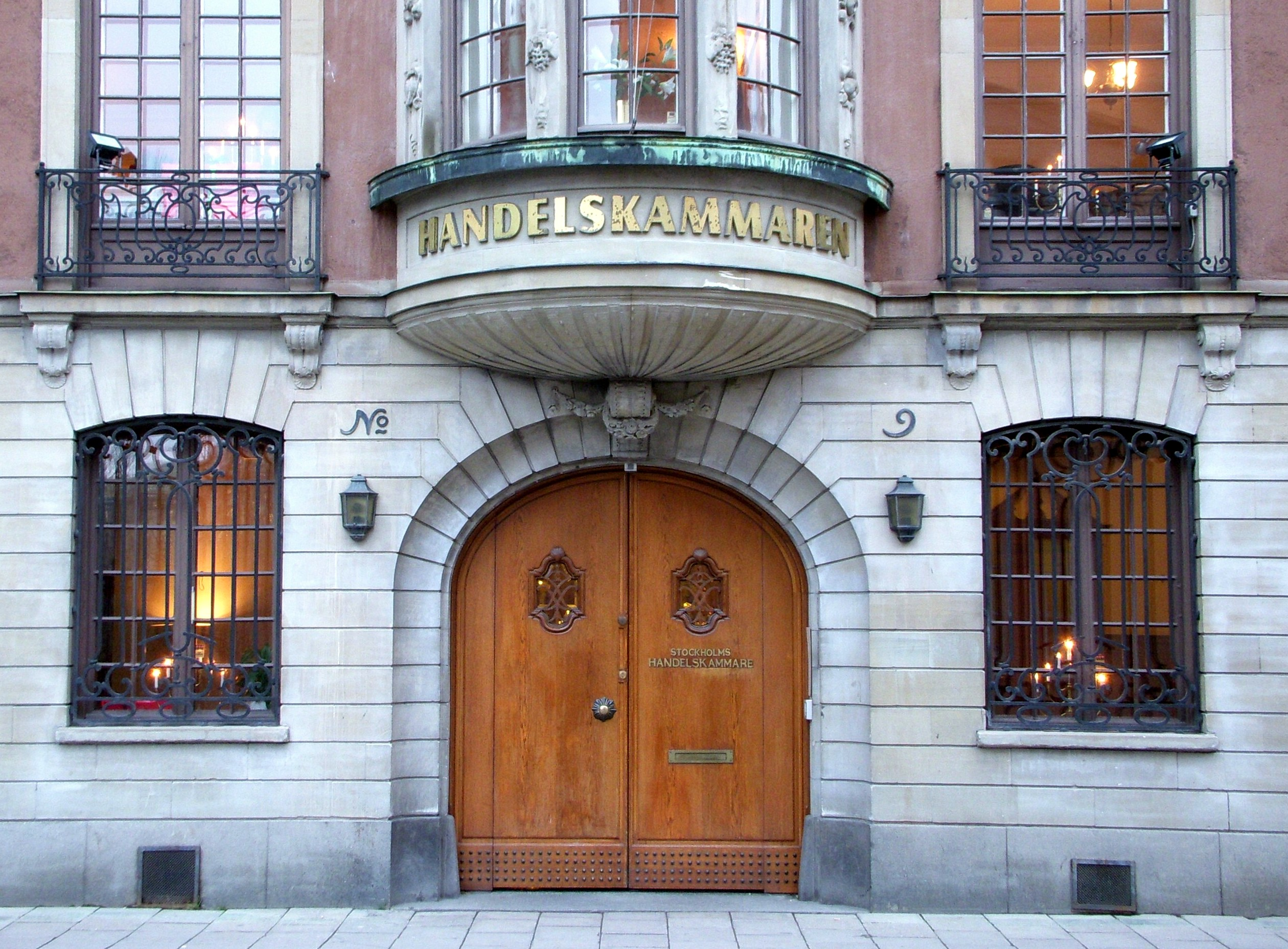
Västra Trädgårdsgatan 9 .
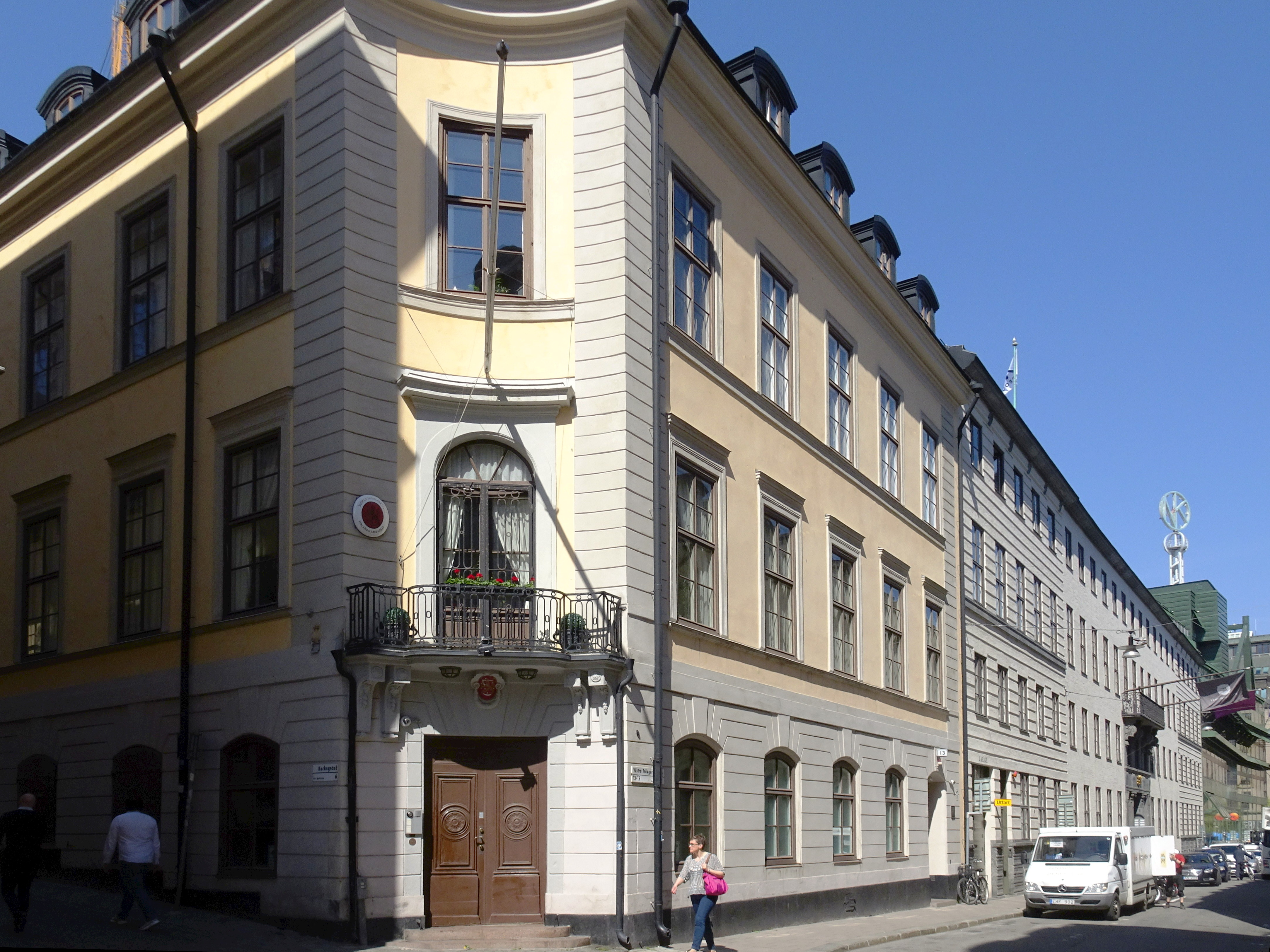
Västra Trädgårdsgatan 13 (Wachtmeisterska huset) och 15 (Tändstickspalatset).